# Herbert Grönemeyer
Herbert Arthur Wiglev Clamor Grönemeyer (sinh ngày 12 tháng 4 năm 1956) là một ca nhạc sĩ và kịch sĩ, nổi tiếng ở các nước nói tiếng Đức, Đức, Áo và Thụy Sĩ. Ông đã đóng phim Das Boot của Wolfgang Petersen, nhưng sau đó tập trung vào sự nghiệp âm nhạc. Đĩa nhạc thứ 5 4630 Bochum (1984) và thứ 11 Mensch (Human) (2002) là những đĩa bán chạy thứ 3 và thứ 1 tại Đức, làm cho ông trở thành một trong những nghệ sĩ thành công nhất ở Đức, với số bán tổng cộng khoảng 13 triệu đĩa.

## Thời thơ ấu
Grönemeyer hay nhắc tới quê hương ông là thành phố Bochum, nơi mà ông lớn lên và cả thời gian đầu lúc trưởng thành. Cho tới ngày nay, bản nhạc "Bochum", mà được phát hành năm 1984, là một trong những bài nhạc tiêu biểu, hay được ông chơi trong những buổi trình diễn nhạc sống. Được sinh ra ở Göttingen chứ không phải ở Bochum, ông có lối giải thích riêng: " Tôi chỉ sinh ra ở Göttingen bởi vì mẹ tôi thường xỉu khi có thai tôi. Bà thường bị vậy mỗi khi bà quay sang bên trái, nhưng không ai tin bà cả. Bởi vậy bà tới Göttingen, nơi có một giáo sư, một chuyên gia, nhưng ông ta cũng không tin bà luôn, nhưng lại nhằm lúc bà xỉu và ông phải đỡ đẻ tôi. Đó là lý do tại sao tôi lại sinh ra ở Göttingen."